# Paulus Usteri
Paulus Usteri, né le 29 octobre 1768 à Zurich et mort le 13 octobre 1795 dans la même ville, est un marchand, dessinateur et satiriste suisse. Il fréquente le cercle des dilettantes zurichois.

## Biographie

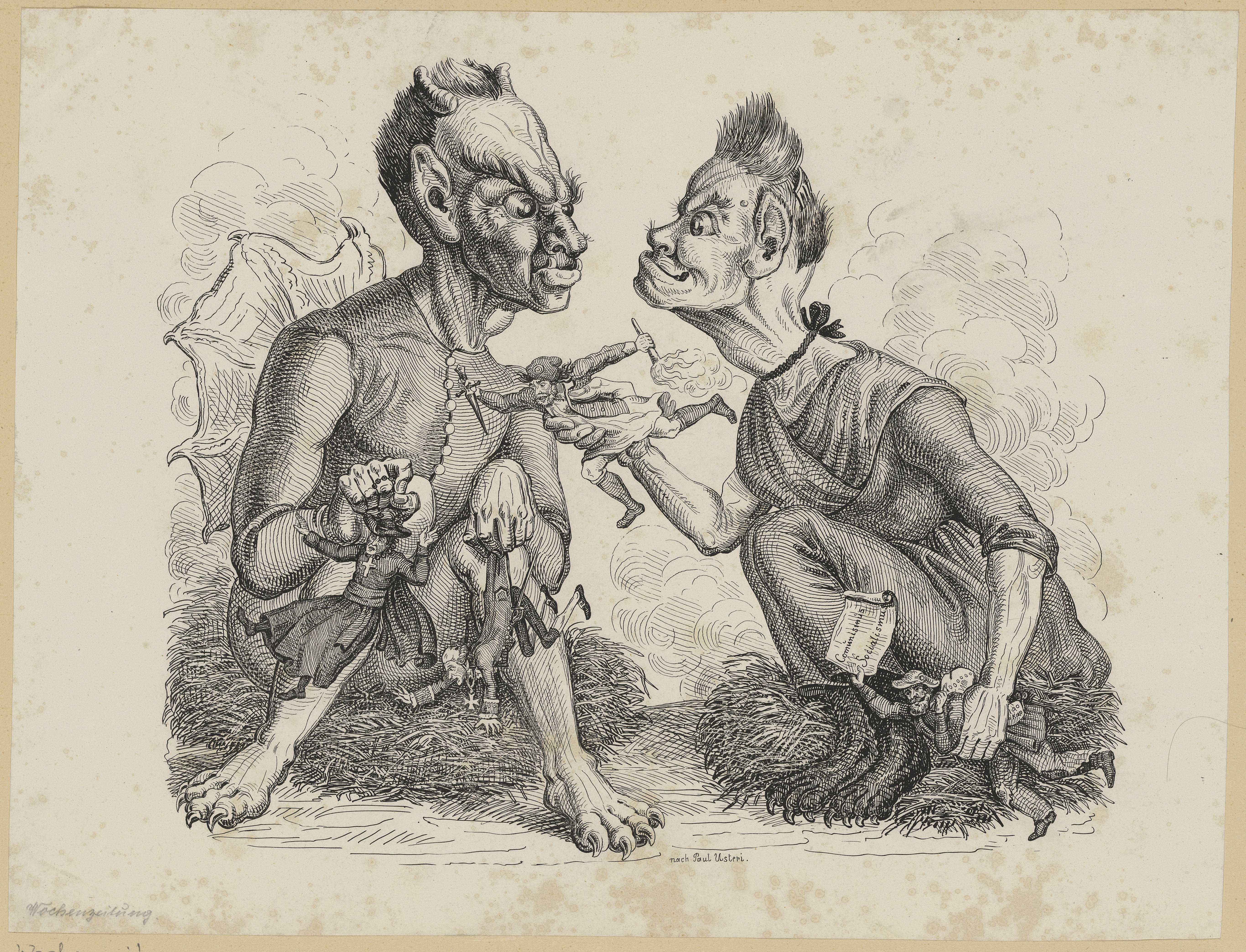
Le Diable et sa grand-mère.

Paulus Usteri naît le 29 octobre 1768 à Zurich. Il est le fils de Hans Martin Usteri (1738-1790), marchand, porcelainier et fabricant de textiles, fondateur de la Banque Usteri, Ott, Escher & Cie, et de son épouse Anna Magdalena Scheuchzer. Il est le frère cadet de Johann Martin Usteri (en) et un cousin du même âge médecin et botaniste Paul Usteri (1768-1831). Dans son enfance, on dit qu'il est timide et qu'il reçoit donc des leçons privées. Il fait ses premiers contacts avec des artistes à travers la collection d'art de son père, son frère aîné et son oncle Heinrich Usteri (1754-1802). À la demande de son père, il fait un apprentissage de commerce et rejoint l'entreprise de son père. À partir de 1775, il prend des cours de dessin avec Johann Balthasar Bullinger, Johann Heinrich Meyer (1755-1829) et Johann Caspar Füssli et Valentin Sonnenschein. Après la mort de son père, il entreprend des voyages d'études en Italie et en France en 1790.
Paulus Usteri travaille principalement comme dessinateur en plus de son travail dans les entreprises de son père. Ses sujets sont des représentations satiriques, des scènes historiques de violence et de torture et des scènes fantastiques avec des sorcières, des démons et des fantômes, avec lesquels il s'éloigne du style artistique suisse. En 1792, il participe à la défense de la frontière à Bâle en tant que tireur d'élite dans une milice. Jusqu'en 1795, il sert deux fois comme officier aux gardes-frontières zurichois, mais meurt en octobre de la dysenterie, contractée auparavant lors de son voyage de retour de Bâle. Un poème de Johann Martin Usteri sur la mort de son frère est conservé. Paulus Usteri est considéré comme l'un des dilettantes zurichois, un groupe d'artistes principalement issus de la bourgeoisie urbaine entre 1750 et 1830, membre fondateur de la Zürcher Künstlergesellschaft. Son dessin le plus populaire représente le diable avec sa grand-mère, qui sont les poupées de l'autre : Jésuites, diplomates et Jacobins. Le dessin est publié à plusieurs reprises jusqu'au milieu du XIXe siècle sous forme de graphique avec une mise à jour des poupées.